# Olympische Sommerspiele 2016/Teilnehmer (Schweiz)
| Gelbes Symbol für Goldmedaillen mit stilisierten Olympischen Ringen | Graues Symbol für Silbermedaillen mit stilisierten Olympischen Ringen | Braundes Symbol für Bronzemedaillen mit stilisierten Olympischen Ringen |
| ------------------------------------------------------------------- | --------------------------------------------------------------------- | ----------------------------------------------------------------------- |
| 3                                                                   | 2                                                                     | 2                                                                       |

Die Schweiz nahm an den Olympischen Spielen 2016 in Rio de Janeiro teil. Es war die insgesamt 28. Teilnahme an Olympischen Sommerspielen. Swiss Olympic nominierte 104 Athleten in 17 Sportarten.
Als Fahnenträgerin bei der Eröffnungsfeier wurde die Geräteturnerin Giulia Steingruber ausgewählt. Nino Schurter trug die Schweizer Fahne an der Schlussfeier.

## Medaillengewinner

### Gold
| Name                                                | Sportart     | Wettkampf                    |
| --------------------------------------------------- | ------------ | ---------------------------- |
| Fabian Cancellara                                   | Radsport     | Zeitfahren                   |
| Mario Gyr Simon Niepmann Simon Schürch Lucas Tramèr | Rudern       | Leichtgewichts-Vierer Männer |
| Nino Schurter                                       | Mountainbike | Cross-Country                |

### Silber
| Name                            | Sportart  | Wettkampf        |
| ------------------------------- | --------- | ---------------- |
| Timea Bacsinszky Martina Hingis | Tennis    | Doppel Damen     |
| Nicola Spirig                   | Triathlon | Triathlon Frauen |

### Bronze
| Name                  | Sportart    | Wettkampf         |
| --------------------- | ----------- | ----------------- |
| Heidi Diethelm Gerber | Schiessen   | Sportpistole 25 m |
| Giulia Steingruber    | Gerätturnen | Sprung Damen      |

## Teilnehmer nach Sportarten

### Badminton
| Athleten       | Wettbewerb | Gruppenphase                   | Gruppenphase                          | Gruppenphase | Gruppenphase | Achtelfinal   | Achtelfinal   | Viertelfinal  | Viertelfinal  | Halbfinal     | Halbfinal     | Final         | Final         | Rang |
| Athleten       | Wettbewerb | Gegner                         | Ergebnis                              | Punkte       | Rang         | Gegner        | Ergebnis      | Gegner        | Ergebnis      | Gegner        | Ergebnis      | Gegner        | Ergebnis      | Rang |
| -------------- | ---------- | ------------------------------ | ------------------------------------- | ------------ | ------------ | ------------- | ------------- | ------------- | ------------- | ------------- | ------------- | ------------- | ------------- | ---- |
| Frauen         |            |                                |                                       |              |              |               |               |               |               |               |               |               |               |      |
| Sabrina Jaquet | Einzel     | Kirsty Gilmour Linda Setschiri | 0:2 (17:21, 15:21) 0:2 (17:21, 15:21) | 0            | 3            | ausgeschieden | ausgeschieden | ausgeschieden | ausgeschieden | ausgeschieden | ausgeschieden | ausgeschieden | ausgeschieden | 27   |

### Beachvolleyball
| Athleten                          | Gruppenphase                                        | Gruppenphase                                                                  | Gruppenphase | Gruppenphase | Achtelfinal          | Achtelfinal               | Viertelfinal   | Viertelfinal              | Halbfinal     | Halbfinal     | Final         | Final         | Rang |
| Athleten                          | Gegner                                              | Ergebnis                                                                      | Punkte       | Rang         | Gegner               | Ergebnis                  | Gegner         | Ergebnis                  | Gegner        | Ergebnis      | Gegner        | Ergebnis      | Rang |
| --------------------------------- | --------------------------------------------------- | ----------------------------------------------------------------------------- | ------------ | ------------ | -------------------- | ------------------------- | -------------- | ------------------------- | ------------- | ------------- | ------------- | ------------- | ---- |
| Frauen                            |                                                     |                                                                               |              |              |                      |                           |                |                           |               |               |               |               |      |
| Isabelle Forrer Anouk Vergé-Dépré | Wang/Yue Artacho/Laird Ross/Walsh                   | 1:2 (22:24, 21:18, 12:15) 2:1 (19:21, 21:16, 21:19) 1:2 (13:21, 24:22, 12:15) | 4            | 3            | Ludwig/Walkenhorst   | 0:2 (19:21, 10:21)        | ausgeschieden  | ausgeschieden             | ausgeschieden | ausgeschieden | ausgeschieden | ausgeschieden |      |
| Joana Heidrich Nadine Zumkehr     | Borger/Büthe Bansley/Pavan van Gestel/van der Vlist | 2:0 (21:12, 21:16) 0:2 (18:21, 18:21) 2:1 (17:21, 21:11, 15:8)                | 5            | 2            | van Iersel/Meppelink | 2:1 (19:21, 21:13, 15:10) | Larissa/Talita | 1:2 (23:21, 25:27, 13:15) | ausgeschieden | ausgeschieden | ausgeschieden | ausgeschieden |      |

### Fechten
| Athleten                                               | Wettbewerb       | 1. Runde     | 1. Runde | 2. Runde       | 2. Runde      | Achtelfinal      | Achtelfinal   | Viertelfinal    | Viertelfinal  | Halbfinal                   | Halbfinal     | Final                            | Final         | Rang |
| Athleten                                               | Wettbewerb       | Gegner       | Ergebnis | Gegner         | Ergebnis      | Gegner           | Ergebnis      | Gegner          | Ergebnis      | Gegner                      | Ergebnis      | Gegner                           | Ergebnis      | Rang |
| ------------------------------------------------------ | ---------------- | ------------ | -------- | -------------- | ------------- | ---------------- | ------------- | --------------- | ------------- | --------------------------- | ------------- | -------------------------------- | ------------- | ---- |
| Frauen                                                 |                  |              |          |                |               |                  |               |                 |               |                             |               |                                  |               |      |
| Tiffany Géroudet                                       | Degen Einzel     | Rayssa Costa | 13:15    | ausgeschieden  | ausgeschieden | ausgeschieden    | ausgeschieden | ausgeschieden   | ausgeschieden | ausgeschieden               | ausgeschieden | ausgeschieden                    | ausgeschieden | 34   |
| Männer                                                 |                  |              |          |                |               |                  |               |                 |               |                             |               |                                  |               |      |
| Max Heinzer                                            | Degen Einzel     | Freilos      | Freilos  | Paolo Pizzo    | 15:11         | Wadim Anochin    | 15:7          | Park Sang-young | 4:15          | ausgeschieden               | ausgeschieden | ausgeschieden                    | ausgeschieden | 7    |
| Fabian Kauter                                          | Degen Einzel     | Freilos      | Freilos  | Anatolij Herej | 15:9          | Yannick Borel    | 14:15         | ausgeschieden   | ausgeschieden | ausgeschieden               | ausgeschieden | ausgeschieden                    | ausgeschieden | 12   |
| Benjamin Steffen                                       | Degen Einzel     | Freilos      | Freilos  | Jason Pryor    | 15:14         | Bohdan Nikischyn | 15:14         | Yannick Borel   | 15:10         | Park Sang-young             | 9:15          | Gauthier Grumier Kampf um Bronze | 11:15         | 4    |
| Peer Borsky Max Heinzer Fabian Kauter Benjamin Steffen | Degen Mannschaft | –            | –        | –              | –             | –                | –             | Italien         | 32:45         | Russland Kampf um Platz 5–8 | 45:28         | Südkorea Kampf um Platz 5        | 36:45         | 6    |

### Golf
| Athleten          | Runde 1 | Runde 2 | Runde 3 | Runde 4 | Gesamt | Par | Rang |
| ----------------- | ------- | ------- | ------- | ------- | ------ | --- | ---- |
| Frauen            |         |         |         |         |        |     |      |
| Fabienne In-Albon | 74      | 78      | 75      | 79      | 306    | +22 | 57   |
| Albane Valenzuela | 71      | 68      | 72      | 71      | 282    | -2  | 21   |

### Judo
| Athleten           | Wettbewerb | 1. Runde    | 1. Runde    | 2. Runde      | 2. Runde      | Viertelfinal  | Viertelfinal  | Halbfinal/Trostrunde | Halbfinal/Trostrunde | Final/Platz 3 | Final/Platz 3 | Rang |
| Athleten           | Wettbewerb | Gegner      | Ergebnis    | Gegner        | Ergebnis      | Gegner        | Ergebnis      | Gegner               | Ergebnis             | Gegner        | Ergebnis      | Rang |
| ------------------ | ---------- | ----------- | ----------- | ------------- | ------------- | ------------- | ------------- | -------------------- | -------------------- | ------------- | ------------- | ---- |
| Frauen             |            |             |             |               |               |               |               |                      |                      |               |               |      |
| Evelyne Tschopp    | bis 52 kg  | P. Gneto    | 100s1:000H  | M. Kelmendi   | 000s0:100s0   | ausgeschieden | ausgeschieden | ausgeschieden        | ausgeschieden        | ausgeschieden | ausgeschieden | 9    |
| Männer             |            |             |             |               |               |               |               |                      |                      |               |               |      |
| Ludovic Chammartin | bis 60 kg  | L. Preciado | 010s0:002s3 | D. Oʻrozboyev | 000s2:011s3   | ausgeschieden | ausgeschieden | ausgeschieden        | ausgeschieden        | ausgeschieden | ausgeschieden | 9    |
| Ciril Grossklaus   | bis 90 kg  | A. Iddir    | 000s2:000s1 | ausgeschieden | ausgeschieden | ausgeschieden | ausgeschieden | ausgeschieden        | ausgeschieden        | ausgeschieden | ausgeschieden | 17   |

### Kanu

#### Kanurennsport
| Athleten   | Wettbewerb | Vorlauf      | Vorlauf | Halbfinal     | Halbfinal     | Final         | Final         | Rang |
| Athleten   | Wettbewerb | Zeit         | Rang    | Zeit          | Rang          | Zeit          | Rang          | Rang |
| ---------- | ---------- | ------------ | ------- | ------------- | ------------- | ------------- | ------------- | ---- |
| Männer     |            |              |         |               |               |               |               |      |
| Fabio Wyss | K-1 1000 m | 3:41,985 min | 7       | ausgeschieden | ausgeschieden | ausgeschieden | ausgeschieden |      |

#### Kanuslalom
| Athleten                | Wettbewerb | Vorlauf | Vorlauf | Halbfinal | Halbfinal | Final  | Final | Rang |
| Athleten                | Wettbewerb | Zeit    | Rang    | Zeit      | Rang      | Zeit   | Rang  | Rang |
| ----------------------- | ---------- | ------- | ------- | --------- | --------- | ------ | ----- | ---- |
| Männer                  |            |         |         |           |           |        |       |      |
| Lukas Werro Simon Werro | C-2        | 110,56  | 9       | 115,40    | 9         | 111,52 | 9     | 9    |

### Leichtathletik
Laufen und Gehen 
| Athleten                                                              | Wettbewerb        | Runde 1     | Runde 1 | Halbfinal     | Halbfinal     | Final         | Final         | Rang |
| Athleten                                                              | Wettbewerb        | Zeit        | Rang    | Zeit          | Rang          | Zeit          | Rang          | Rang |
| --------------------------------------------------------------------- | ----------------- | ----------- | ------- | ------------- | ------------- | ------------- | ------------- | ---- |
| Frauen                                                                |                   |             |         |               |               |               |               |      |
| Mujinga Kambundji                                                     | 100 m             | 11,19 s     | 3       | 11,16 s       | 6             | ausgeschieden | ausgeschieden | 14   |
| Mujinga Kambundji                                                     | 200 m             | 22,78 s     | 3       | 22,83 s       | 6             | ausgeschieden | ausgeschieden | 16   |
| Selina Büchel                                                         | 800 m             | 1:59,00 min | 1       | 1:59,35 min   | 3             | ausgeschieden | ausgeschieden | 9    |
| Maja Neuenschwander                                                   | Marathon          | –           | –       | –             | –             | 2:34:27 h     | 29            | 29   |
| Clélia Rard-Reuse                                                     | 100 m Hürden      | 12,91 s     | 4       | 12,96 s       | 5             | ausgeschieden | ausgeschieden | 16   |
| Petra Fontanive                                                       | 400 m Hürden      | 56,80 s     | 6       | ausgeschieden | ausgeschieden | ausgeschieden | ausgeschieden | 30   |
| Léa Sprunger                                                          | 400 m Hürden      | 56,58 s     | 5       | ausgeschieden | ausgeschieden | ausgeschieden | ausgeschieden | 26   |
| Fabienne Schlumpf                                                     | 3000 m Hindernis  | 9:30,54 min | 6       | –             | –             | 9:59,30 min   | 18            | 18   |
| Sarah Atcho Ajla Del Ponte Salomé Kora Marisa Lavanchy Ellen Sprunger | 4 × 100-m-Staffel | 43,12 s     | 5       | –             | –             | ausgeschieden | ausgeschieden | 11   |
| Männer                                                                |                   |             |         |               |               |               |               |      |
| Tadesse Abraham                                                       | Marathon          | –           | –       | –             | –             | 2:11:42 h     | 7             | 7    |
| Christian Kreienbühl                                                  | Marathon          | –           | –       | –             | –             | 2:21:13 h     | 76            | 76   |
| Kariem Hussein                                                        | 400 m Hürden      | 49,80 s     | 6       | ausgeschieden | ausgeschieden | ausgeschieden | ausgeschieden | 30   |

 Springen und Werfen 
| Athleten       | Wettbewerb     | Qualifikation | Qualifikation | Final         | Final         | Rang |
| Athleten       | Wettbewerb     | Weite/Höhe    | Rang          | Weite/Höhe    | Rang          | Rang |
| -------------- | -------------- | ------------- | ------------- | ------------- | ------------- | ---- |
| Frauen         |                |               |               |               |               |      |
| Nicole Büchler | Stabhochsprung | 4,55 m        | 8             | 4,70 m        | 6             | 6    |
| Angelica Moser | Stabhochsprung | 4,45 m        | 23            | ausgeschieden | ausgeschieden | 23   |

### Radsport

#### Bahn
| Athleten                                                                          | Wettbewerb            | Qualifikation | Qualifikation | Zwischenrunde | Zwischenrunde | Finals                        | Finals | Rang |
| Athleten                                                                          | Wettbewerb            | Zeit          | Rang          | Zeit          | Rang          | Zeit                          | Rang   | Rang |
| --------------------------------------------------------------------------------- | --------------------- | ------------- | ------------- | ------------- | ------------- | ----------------------------- | ------ | ---- |
| Männer                                                                            |                       |               |               |               |               |                               |        |      |
| Olivier Beer Silvan Dillier Cyrille Thièry Théry Schir Ersatzfahrer: Frank Pasche | Mannschaftsverfolgung | 4:03,845 min  | 7             | 4:03,580 min  | 7             | 4:01,786 min Final um Platz 7 | 1      | 7    |

Mehrkampf
| Omnium Männer |          |   |   |    |   |              |    |    |              |    |    |    |
| Gaël Suter    | 12,981 s | 5 | 1 | 13 | 8 | 4:36,674 min | 17 | 15 | 1:04,433 min | 13 | 95 | 12 |

#### Strasse
| Athleten              | Wettbewerb       | Zeit          | Rang          |
| --------------------- | ---------------- | ------------- | ------------- |
| Frauen                |                  |               |               |
| Jolanda Neff          | Strassenrennen   | 3:51:47 h     | 8             |
| Männer                |                  |               |               |
| Michael Albasini      | Strassenrennen   | nicht beendet | nicht beendet |
| Fabian Cancellara     | Strassenrennen   | 6:21:54 h     | 34            |
| Fabian Cancellara     | Einzelzeitfahren | 1:12:15,42 h  | Gold          |
| Steve Morabito        | Strassenrennen   | nicht beendet | nicht beendet |
| Sébastien Reichenbach | Strassenrennen   | 6:13:36 h     | 19            |

#### Mountainbike
| Athleten          | Wettbewerb    | Zeit          | Rang          |
| ----------------- | ------------- | ------------- | ------------- |
| Frauen            |               |               |               |
| Linda Indergand   | Cross-Country | 1:33:27 h     | 8             |
| Jolanda Neff      | Cross-Country | 1:32:43 h     | 6             |
| Männer            |               |               |               |
| Mathias Flückiger | Cross-Country | 1:35:52 h     | 6             |
| Lars Forster      | Cross-Country | nicht beendet | nicht beendet |
| Nino Schurter     | Cross-Country | 1:33:28 h     | Gold          |

#### BMX
| Athleten   | Wettbewerb | Qualifikation | Qualifikation | Viertelfinal | Viertelfinal | Halbfinal | Halbfinal | Final         | Final         | Rang |
| Athleten   | Wettbewerb | Zeit          | Rang          | Punkte       | Rang         | Punkte    | Rang      | Punkte        | Rang          | Rang |
| ---------- | ---------- | ------------- | ------------- | ------------ | ------------ | --------- | --------- | ------------- | ------------- | ---- |
| Männer     |            |               |               |              |              |           |           |               |               |      |
| David Graf | Race       | 34,678 s      | 2             | 14           | 4            | 22        | 7         | ausgeschieden | ausgeschieden | 13   |

### Reiten
| Dressur                            |            |            |            |                    |      |
| Athleten                           | Wettbewerb | Prozent    | Prozent    | Prozent            | Rang |
| Athleten                           | Wettbewerb | Grand Prix | GP Spécial | GP Kür             | Rang |
| Marcela Krinke Susmelj mit Molberg | Einzel     | 72,700     | 72,885     | nicht qualifiziert | 24   |

| Springen |            |                  |               |               |                                                        |                                                        |             |      |
| Athleten | Wettbewerb | Strafpunkte      | Strafpunkte   | Strafpunkte   | Strafpunkte                                            | Strafpunkte                                            | Strafpunkte | Rang |
| Athleten | Wettbewerb | 1. Qualifikation | Nationenpreis | Nationenpreis | Einzelfinal                                            | Einzelfinal                                            | Gesamt      | Rang |
| Athleten | Wettbewerb | 1. Qualifikation | 1. Umlauf     | 2. Umlauf     | 1. Umlauf                                              | 2. Umlauf                                              | Gesamt      | Rang |
| Romain Duguet mit Quorida de Treho                                                                                                  | Einzel     | 4                | 0             | 5             | 12                                                     | ausgeschieden                                          | 12          | 32   |
| Martin Fuchs mit Clooney | Einzel     | 4                | 0             | 5             | 0                                                      | 4                                                      | 4           | 9    |
| Steve Guerdat mit Nino des Buissonnets                                                                                              | Einzel     | 0                | 8             | 1             | 0                                                      | 0                                                      | 4           | 4    |
| Janika Sprunger mit Bonne Chance | Einzel     | 0                | 8             | 1             | DNS (aufgrund der Nationenquote nicht startberechtigt) | DNS (aufgrund der Nationenquote nicht startberechtigt) | –           | 36   |
| Romain Duguet mit Quorida de Treho Martin Fuchs mit Clooney Steve Guerdat mit Nino des Buissonnets Janika Sprunger mit Bonne Chance | Mannschaft | 4                | 8             | 7             | –                                                      | –                                                      | 15          | 6    |

| Vielseitigkeit             |            |                     |                     |               |                    |               |               |
| Athleten                   | Wettbewerb | Minuspunkte Dressur | Minuspunkte Gelände | Springen      | Minuspunkte Gesamt | Rang          |               |
| Ben Vogg mit Noe des Vatys | Einzel     | 51,70               | 82,40               | 14,00         | ausgeschieden      | 148,10        | 43            |
| Felix Vogg mit Onfire      | Einzel     | 46,70               | eliminiert          | ausgeschieden | ausgeschieden      | ausgeschieden | ausgeschieden |

### Rudern
| Athleten                                                       | Wettbewerb                            | Vorlauf     | Vorlauf | Vorlauf       | Hoffnungslauf | Hoffnungslauf | Hoffnungslauf | Viertelfinal | Viertelfinal | Viertelfinal  | Halbfinal                 | Halbfinal | Halbfinal     | Final               | Final | Rang |
| Athleten                                                       | Wettbewerb                            | Zeit        | Platz   | Qualifikation | Zeit          | Platz         | Qualifikation | Zeit         | Platz        | Qualifikation | Zeit                      | Platz     | Qualifikation | Zeit                | Platz | Rang |
| -------------------------------------------------------------- | ------------------------------------- | ----------- | ------- | ------------- | ------------- | ------------- | ------------- | ------------ | ------------ | ------------- | ------------------------- | --------- | ------------- | ------------------- | ----- | ---- |
| Frauen                                                         |                                       |             |         |               |               |               |               |              |              |               |                           |           |               |                     |       |      |
| Jeannine Gmelin                                                | Einer                                 | 8:28,10 min | 2       | Viertelfinal  | –             | –             | –             | 7:29,66 min  | 2            | Halbfinal     | 7:49,83 min               | 3         | Final         | 7:29,69 min         | 5     | 5    |
| Männer                                                         |                                       |             |         |               |               |               |               |              |              |               |                           |           |               |                     |       |      |
| Michael Schmid Daniel Wiederkehr                               | Leichtgewichts-Doppelzweier           | 6:29,95 min | 3       | Hoffnungslauf | 7:07,90 min   | 3             | Halbfinal C   | –            | –            | –             | 7:22,15 min C/D-Halbfinal | 1         | C-Final       | 6:42,57 min C-Final | 1     | 13   |
| Mario Gyr Simon Niepmann Simon Schürch Lucas Tramèr            | Leichtgewichts-Vierer ohne Steuermann | 6:03,52 min | 3       | Halbfinal     | –             | –             | –             | –            | –            | –             | 6:17,85 min               | 1         | Final         | 6:20,51 min         | 1     | Gold |
| Barnabé Delarze Augustin Maillefer Roman Röösli Nico Stahlberg | Doppelvierer                          | 5:51,52 min | 3       | Hoffnungslauf | 5:56,13 min   | 4             | B-Final       | –            | –            | –             | –                         | –         | –             | 6:11,18 min B-Final | 1     | 7    |

### Schiessen
| Athleten              | Wettbewerb                         | Qualifikation   | Qualifikation | Halbfinal       | Halbfinal | Final           | Final         | Ringe/ Scheiben | Rang   |
| Athleten              | Wettbewerb                         | Ringe/ Scheiben | Rang          | Ringe/ Scheiben | Rang      | Ringe/ Scheiben | Rang          | Ringe/ Scheiben | Rang   |
| --------------------- | ---------------------------------- | --------------- | ------------- | --------------- | --------- | --------------- | ------------- | --------------- | ------ |
| Frauen                |                                    |                 |               |                 |           |                 |               |                 |        |
| Heidi Diethelm Gerber | Luftpistole 10 Meter               | 376             | 35            | –               | –         | ausgeschieden   | ausgeschieden | 376             | 35     |
| Heidi Diethelm Gerber | Sportpistole 25 Meter              | 582             | 7             | 17              | 4         | 22              | 3             | 621             | Bronze |
| Nina Christen         | Luftgewehr 10 Meter                | 414,7           | 16            | –               | –         | ausgeschieden   | ausgeschieden | 414,7           | 16     |
| Sarah Hornung         | Luftgewehr 10 Meter                | 414,3           | 21            | –               | –         | ausgeschieden   | ausgeschieden | 414,3           | 21     |
| Nina Christen         | Gewehr Dreistellungskampf 50 Meter | 586             | 2             | –               | –         | 414,8           | 6             | 1000,8          | 6      |
| Männer                |                                    |                 |               |                 |           |                 |               |                 |        |
| Jan Lochbihler        | Gewehr Dreistellungskampf 50 Meter | 1166            | 30            | –               | –         | ausgeschieden   | ausgeschieden | 1166            | 30     |
| Jan Lochbihler        | Gewehr 50 Meter liegend            | 623             | 14            | –               | –         | ausgeschieden   | ausgeschieden | 623             | 14     |

### Schwimmen
| Athleten                                                       | Wettbewerb          | Vorlauf     | Vorlauf | Halbfinal     | Halbfinal     | Final         | Final         | Rang |
| Athleten                                                       | Wettbewerb          | Zeit        | Rang    | Zeit          | Rang          | Zeit          | Rang          | Rang |
| -------------------------------------------------------------- | ------------------- | ----------- | ------- | ------------- | ------------- | ------------- | ------------- | ---- |
| Frauen                                                         |                     |             |         |               |               |               |               |      |
| Sasha Touretski                                                | 50 m Freistil       | 25,66 s     | 41      | ausgeschieden | ausgeschieden | ausgeschieden | ausgeschieden | 41   |
| Maria Ugolkova                                                 | 100 m Freistil      | 54,85 s     | 23      | ausgeschieden | ausgeschieden | ausgeschieden | ausgeschieden | 23   |
| Martina van Berkel                                             | 200 m Rücken        | 2:13,46 min | 24      | ausgeschieden | ausgeschieden | ausgeschieden | ausgeschieden | 24   |
| Danielle Villars                                               | 100 m Schmetterling | 59,45 s     | 27      | ausgeschieden | ausgeschieden | ausgeschieden | ausgeschieden | 27   |
| Martina van Berkel                                             | 200 m Schmetterling | 2:08,00 min | 11      | 2:07,90 min   | 12            | ausgeschieden | ausgeschieden | 12   |
| Maria Ugolkova                                                 | 200 m Lagen         | 2:13,77 min | 19      | ausgeschieden | ausgeschieden | ausgeschieden | ausgeschieden | 19   |
| Martina van Berkel                                             | 400 m Lagen         | 4:45,12 min | 24      | ausgeschieden | ausgeschieden | ausgeschieden | ausgeschieden | 24   |
| Noémi Girardet Sasha Touretski Maria Ugolkova Danielle Villars | 4 × 100 m Freistil  | 3:41,02 min | 14      | ausgeschieden | ausgeschieden | ausgeschieden | ausgeschieden | 14   |
| Männer                                                         |                     |             |         |               |               |               |               |      |
| Alexandre Haldemann                                            | 200 m Freistil      | 1:49,94 min | 38      | ausgeschieden | ausgeschieden | ausgeschieden | ausgeschieden | 38   |
| Yannick Käser                                                  | 100 m Brust         | 1:00,71 min | 24      | ausgeschieden | ausgeschieden | ausgeschieden | ausgeschieden | 24   |
| Yannick Käser                                                  | 200 m Brust         | 2:11,77 min | 20      | ausgeschieden | ausgeschieden | ausgeschieden | ausgeschieden | 20   |
| Jérémy Desplanches                                             | 200 m Lagen         | 1:59,44 min | 12      | 2:00,38 min   | 13            | ausgeschieden | ausgeschieden | 13   |
| Jérémy Desplanches                                             | 400 m Lagen         | 4:15,46 min | 13      | ausgeschieden | ausgeschieden | ausgeschieden | ausgeschieden | 13   |

### Segeln
| Athleten                          | Wettbewerb      | Qualifikation | Qualifikation | Medal Race    | Medal Race    | Punkte | Rang |
| Athleten                          | Wettbewerb      | Punkte        | Rang          | Punkte        | Rang          | Punkte | Rang |
| --------------------------------- | --------------- | ------------- | ------------- | ------------- | ------------- | ------ | ---- |
| Frauen                            |                 |               |               |               |               |        |      |
| Linda Fahrni Maja Siegenthaler    | 470er           | 104           | 14            | ausgeschieden | ausgeschieden | 104    | 14   |
| Männer                            |                 |               |               |               |               |        |      |
| Mateo Sanz Lanz                   | Windsurfen RS:X | 136           | 14            | ausgeschieden | ausgeschieden | 136    | 14   |
| Yannick Brauchli Romuald Hausser  | 470er           | 92            | 10            | 2             | 1             | 94     | 9    |
| Lucien Cujean Sébastien Schneiter | 49er            | 120           | 13            | ausgeschieden | ausgeschieden | 120    | 13   |
| Mixed                             |                 |               |               |               |               |        |      |
| Nathalie Brugger Matias Bühler    | Nacra 17        | 80            | 6             | 20            | 8             | 100    | 7    |

### Synchronschwimmen
| Athletinnen               | Wettbewerb | Qualifikation     | Qualifikation     | Qualifikation  | Qualifikation  | Qualifikation | Qualifikation | Final          | Final          | Final            | Final            |
| Athletinnen               | Wettbewerb | Technische Kür TK | Technische Kür TK | Freie Kür FK-Q | Freie Kür FK-Q | Gesamt        | Gesamt        | Freie Kür FK-F | Freie Kür FK-F | Gesamt TK + FK-F | Gesamt TK + FK-F |
| Athletinnen               | Wettbewerb | Punkte            | Rang              | Punkte         | Rang           | Punkte        | Rang          | Punkte         | Rang           | Punkte           | Rang             |
| ------------------------- | ---------- | ----------------- | ----------------- | -------------- | -------------- | ------------- | ------------- | -------------- | -------------- | ---------------- | ---------------- |
| Frauen                    |            |                   |                   |                |                |               |               |                |                |                  |                  |
| Sophie Giger Sascia Kraus | Duett      | 83,3366           | 13                | 83,5667        | 14             | 166,9033      | 14            | ausgeschieden  | ausgeschieden  | ausgeschieden    | ausgeschieden    |

### Tennis
| Athleten                        | Wettbewerb | 1. Runde                        | 1. Runde        | 2. Runde      | 2. Runde      | Achtelfinal                           | Achtelfinal   | Viertelfinal                 | Viertelfinal  | Halbfinal                        | Halbfinal     | Final                              | Final         | Rang          |
| Athleten                        | Wettbewerb | Gegner                          | Ergebnis        | Gegner        | Ergebnis      | Gegner                                | Ergebnis      | Gegner                       | Ergebnis      | Gegner                           | Ergebnis      | Gegner                             | Ergebnis      | Rang          |
| ------------------------------- | ---------- | ------------------------------- | --------------- | ------------- | ------------- | ------------------------------------- | ------------- | ---------------------------- | ------------- | -------------------------------- | ------------- | ---------------------------------- | ------------- | ------------- |
| Frauen                          |            |                                 |                 |               |               |                                       |               |                              |               |                                  |               |                                    |               |               |
| Timea Bacsinszky                | Einzel     | Zhang Shuai                     | 7:64, 4:6, 6:77 | ausgeschieden | ausgeschieden | ausgeschieden                         | ausgeschieden | ausgeschieden                | ausgeschieden | ausgeschieden                    | ausgeschieden | ausgeschieden                      | ausgeschieden | ausgeschieden |
| Timea Bacsinszky Martina Hingis | Doppel     | Darja Gawrilowa Samantha Stosur | 6:4, 4:6, 6:2   | –             | –             | Bethanie Mattek-Sands Coco Vandeweghe | 6:4, 6:4      | Chan Hao-ching Chan Yung-jan | 6:3, 6:0      | Andrea Hlaváčková Lucie Hradecká | 5:7, 7:6, 6:2 | Jekaterina Makarowa Jelena Wesnina | 4:6, 4:6      | Silber        |

### Triathlon

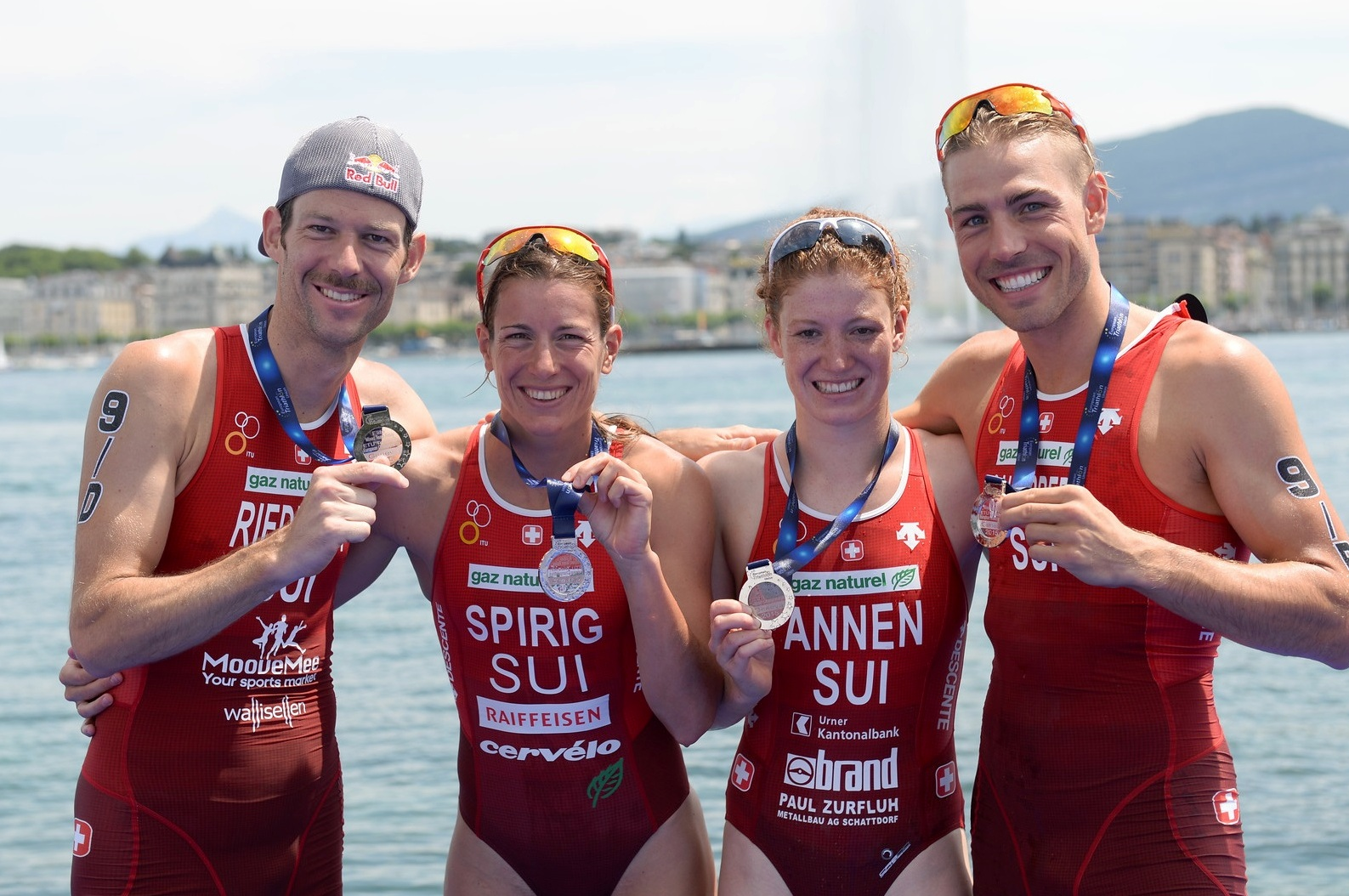
Das Schweizer Team in Rio: von links Sven Riederer, Nicola Spirig, Jolanda Annen und Andrea Salvisberg (Aufnahme von der Triathlon-EM 2015 in Genf)

| Athleten          | Wettbewerb | Zeit      | Rang   |
| ----------------- | ---------- | --------- | ------ |
| Frauen            |            |           |        |
| Jolanda Annen     | Einzel     | 1:59:42 h | 14     |
| Nicola Spirig     | Einzel     | 1:56:56 h | Silber |
| Männer            |            |           |        |
| Sven Riederer     | Einzel     | 1:48:15 h | 19     |
| Andrea Salvisberg | Einzel     | 1:47:56 h | 16     |

### Turnen

#### Gerätturnen
| Athleten                                                                 | Wettbewerb           | Qualifikation | Qualifikation | Final         | Final         | Rang   |
| Athleten                                                                 | Wettbewerb           | Punkte        | Rang          | Punkte        | Rang          | Rang   |
| ------------------------------------------------------------------------ | -------------------- | ------------- | ------------- | ------------- | ------------- | ------ |
| Frauen                                                                   |                      |               |               |               |               |        |
| Giulia Steingruber                                                       | Sprung               | 15'266        | 3             | 15'216        | 3             | Bronze |
| Giulia Steingruber                                                       | Stufenbarren         | 13'900        | 45            | ausgeschieden | ausgeschieden | 45     |
| Giulia Steingruber                                                       | Schwebebalken        | 12'733        | 68            | ausgeschieden | ausgeschieden | 68     |
| Giulia Steingruber                                                       | Boden                | 14'666        | 5             | 11'800        | 8             | 8      |
| Giulia Steingruber                                                       | Mehrkampf Einzel     | 56'899        | 15            | 57'565        | 10            | 10     |
| Männer                                                                   |                      |               |               |               |               |        |
| Christian Baumann                                                        | Boden                | DNS (Reserve) | DNS (Reserve) | -             | -             | -      |
| Pablo Brägger                                                            | Boden                | 14'500        | 31            | ausgeschieden | ausgeschieden | 31     |
| Benjamin Gischard                                                        | Boden                | 15'066        | 12            | ausgeschieden | ausgeschieden | 12     |
| Oliver Hegi                                                              | Boden                | 13'966        | 49            | ausgeschieden | ausgeschieden | 49     |
| Eddy Yusof                                                               | Boden                | 15'033        | 15            | ausgeschieden | ausgeschieden | 15     |
| Christian Baumann                                                        | Pauschenpferd        | 14'333        | 29            | ausgeschieden | ausgeschieden | 29     |
| Pablo Brägger                                                            | Pauschenpferd        | 13'933        | 44            | ausgeschieden | ausgeschieden | 44     |
| Benjamin Gischard                                                        | Pauschenpferd        | DNS (Reserve) | DNS (Reserve) | -             | -             | -      |
| Oliver Hegi                                                              | Pauschenpferd        | 14'066        | 39            | ausgeschieden | ausgeschieden | 39     |
| Eddy Yusof                                                               | Pauschenpferd        | 14'133        | 37            | ausgeschieden | ausgeschieden | 37     |
| Christian Baumann                                                        | Ringe                | 14'133        | 41            | ausgeschieden | ausgeschieden | 41     |
| Pablo Brägger                                                            | Ringe                | 14'033        | 45            | ausgeschieden | ausgeschieden | 45     |
| Benjamin Gischard                                                        | Ringe                | DNS (Reserve) | DNS (Reserve) | -             | -             | -      |
| Oliver Hegi                                                              | Ringe                | 14'200        | 36            | ausgeschieden | ausgeschieden | 36     |
| Eddy Yusof                                                               | Ringe                | 14'533        | 24            | ausgeschieden | ausgeschieden | 24     |
| Christian Baumann                                                        | Sprung               | DNS           | DNS           | DNS           | DNS           | -      |
| Pablo Brägger                                                            | Sprung               | DNS           | DNS           | DNS           | DNS           | -      |
| Benjamin Gischard                                                        | Sprung               | 14'516        | 12            | ausgeschieden | ausgeschieden | 12     |
| Oliver Hegi                                                              | Sprung               | DNS           | DNS           | DNS           | DNS           | -      |
| Eddy Yusof                                                               | Sprung               | DNS           | DNS           | DNS           | DNS           | -      |
| Christian Baumann                                                        | Barren               | 14'933        | 30            | ausgeschieden | ausgeschieden | 30     |
| Pablo Brägger                                                            | Barren               | 14'833        | 37            | ausgeschieden | ausgeschieden | 37     |
| Benjamin Gischard                                                        | Barren               | DNS (Reserve) | DNS (Reserve) | -             | -             | -      |
| Oliver Hegi                                                              | Barren               | 14'333        | 48            | ausgeschieden | ausgeschieden | 48     |
| Eddy Yusof                                                               | Barren               | 13'300        | 60            | ausgeschieden | ausgeschieden | 60     |
| Christian Baumann                                                        | Reck                 | 13'700        | 52            | ausgeschieden | ausgeschieden | 52     |
| Pablo Brägger                                                            | Reck                 | 15'100        | 9             | ausgeschieden | ausgeschieden | 9      |
| Benjamin Gischard                                                        | Reck                 | DNS (Reserve) | DNS (Reserve) | -             | -             | -      |
| Oliver Hegi                                                              | Reck                 | 13'366        | 61            | ausgeschieden | ausgeschieden | 61     |
| Eddy Yusof                                                               | Reck                 | 13'166        | 65            | ausgeschieden | ausgeschieden | 65     |
| Pablo Brägger                                                            | Mehrkampf Einzel     | 86'199        | 21            | 87.373        | 16            | 16     |
| Oliver Hegi                                                              | Mehrkampf Einzel     | 84'431        | 30            | ausgeschieden | ausgeschieden | 30     |
| Eddy Yusof                                                               | Mehrkampf Einzel     | 85'365        | 25            | 87'914        | 12            | 12     |
| Christian Baumann Pablo Brägger Benjamin Gischard Oliver Hegi Eddy Yusof | Mehrkampf Mannschaft | 260'262       | 9             | ausgeschieden | ausgeschieden | 9      |